# Mysidia lacteola
Mysidia lacteola är en insektsart som beskrevs av Broomfield 1985. Mysidia lacteola ingår i släktet Mysidia och familjen Derbidae. Inga underarter finns listade i Catalogue of Life.